# Église de l'Intercession-de-la-Mère-de-Dieu de Belanovica
Pour les articles homonymes, voir Église de l'Intercession-de-la-Mère-de-Dieu.
L'église de l'Intercession-de-la-Mère-de-Dieu de Belanovica (en serbe cyrillique : Црква Покрова Пресвете Богородице у Белановици ; en serbe latin : Crkva Pokrova Presvete Bogorodice u Belanovici) est une église orthodoxe serbe serbe située à Belanovica, dans la municipalité de Ljig et dans le district de Kolubara en Serbie. Elle est inscrite sur la liste des monuments culturels protégés de la république de Serbie (no SK 1545),,,.

## Présentation

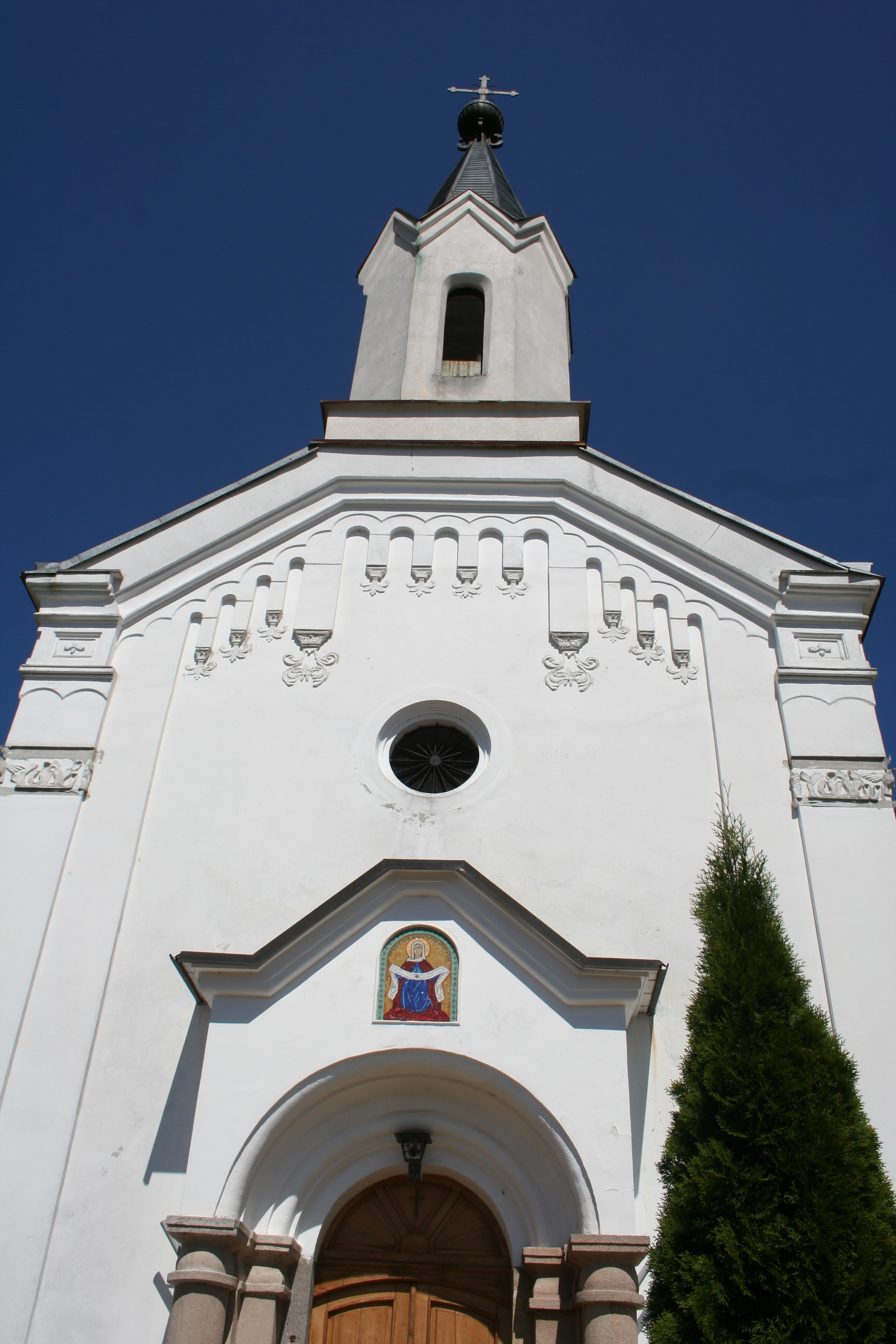
Détail de la façade principale.

À l'emplacement de l'église actuelle se trouvait une église en bois provenant du village de Šutci qui est restée en activité jusqu'en 1864, lorsque la nouvelle église, dédiée au Linceul de la Mère de Dieu, a été construite à son emplacement ; l'église en bois, quant à elle, a été transférée à Jarmenovci où elle se trouve encore aujourd'hui.
L'édifice, spacieux, est construit en matériaux solides et s'inspire des églises de Voïvodine des XVIIIe et XIXe siècles. L'espace intérieur est subdivisé en trois travées surmontées d'un voûte à croisée d'ogives ; dans la partie occidentale, à gauche et à droite de la sortie, se trouvent deux niches, celle de gauche comprenant un escalier en spirale permettant d'accéder à une galerie et au clocher qui domine le narthex ; la partie du chœur abrite deux autres niches, l'une pour la proscomidie, l'autre pour le diakonikon.
À l'extérieur, les façades sont richement décorées. À l'ouest, le portail principal est encadré de colonnes et de piliers et surmonté par un fronton ; les façades sud et nord possèdent la même structure que la façade occidentale. Cette façade est dominée par un haut clocher hexagonal de style néo-gothique. Cette rupture stylistique dans une église datant de la seconde moitié du XIXe siècle s'explique par le fait que les constructeurs de l'église venaient de Dalmatie. Au-dessus du portail principal se trouve une petite rosace dépourvue de décoration ; deux autres rosettes ornent les façades latérales du narthex. Dans un la partie supérieure de toutes les façades court une série d'arcatures aveugles surmontées par une corniche ; les façades latérales sont dotées chacune de deux grandes fenêtres, tandis que l'abside possède une ouverture centrale et deux autres plus petites pour les niches de la proscomidie et du diakonikon. Toutes les façades sont rythmées par des pilastres peu profonds dont le sommet est décoré de feuilles stylisées.
L'iconostase, peinte en bleu, est structurée par des pilastres surmontés de coquilles stylisées dans la première zone et de feuillages stylisés dans la zone supérieure. Les icônes ont été peintes par Milisav Marković en 1906.